# Flora (Missisipi)
Flora – miasto w Stanach Zjednoczonych, w stanie Missisipi, w hrabstwie Madison.